# Oh Mi-ja
Oh Mi-ja (* 3. Juli 1970) ist eine ehemalige südkoreanische Marathonläuferin.
1996 gewann sie den Dong-A-Marathon und kam bei den Olympischen Spielen in Atlanta auf den 30. Platz. 1998 wiederholte sie ihren Sieg beim Dong-A-Marathon. 2000 qualifizierte sie sich mit einem Sieg beim Gunsan-Marathon für die Olympischen Spiele in Sydney, bei denen sie auf Rang 34 einlief.
2001 verteidigte sie ihren Titel in Gunsan. 2002 wurde sie Zweite beim Dong-A-Marathon (nun Seoul International Marathon) und Vierte bei den Asienspielen. 2003 siegte sie erneut in Gunsan, 2004 wurde sie dort Zweite.
1998 und 1999 wurde sie nationale Meisterin über 5000 m.

## Persönliche Bestzeiten
- 5000 m: 16:08,68 min, 9. Juni 1998, Seoul
- 10.000 m: 33:42,38 min, 11. Oktober 2001, Chunan
- Marathon: 2:29:44 h, 9. April 2000, Gunsan